# Cinnamomum platyphyllum
Cinnamomum platyphyllum là loài thực vật có hoa trong họ Nguyệt quế. Loài này được (Diels) C.K.Allen miêu tả khoa học đầu tiên năm 1939.